# 碱菀
碱菀是菊科碱菀属的植物，分布於欧亚大陆（包括中国北方以及浙江、四川）以及北非，一般生长在盐碱地、河岸、海滨。
多年生草本，株高可达50厘米，叶肉质，披针形，舌状花一般为紫色，花期7－9月。碱菀生长寿命较短，因此每年都要大量补种。
变种有蓝或白色舌状花，亦有无舌状花的变种，此变种只有黄色的管状花。碱菀在秋天仍能盛开，这就为小紅蛺蝶和优红蛱蝶（Vanessa atalanta）这些迁飞较晚的蝴蝶提供了很有价值的蜜源。